# Гражданство Мальты
Гражданство Мальты (мальт. Ċittadinanza Maltija , англ. Maltese Citizenship) — устойчивая правовая связь лица с Мальтой, выражающаяся в совокупности их взаимных прав и обязанностей.
Мальтийские граждане также являются гражданами Европейского Союза и, таким образом, пользуются правом свободного передвижения и имеют право участия в выборах в Европейский парламент.
Кроме того, граждане Мальты одновременно являются гражданами Содружества и пользуются рядом дополнительных прав на территории Великобритании и некоторых других стран Содружества Наций.

## История
До 21 сентября 1964 года Мальта была колонией Великобритании, а мальтийцы имели британское подданство. После обретения Мальтой независимости был принят закон о гражданстве.

## Основные положения
Гражданство Мальты приобретается по рождению либо путем натурализации.

### По рождению
Лица, родившиеся на Мальте с 21 сентября 1964 года по 31 июля 2001 года, автоматически приобретали мальтийское гражданство.
С 1 августа 2001 года лица, родившиеся на Мальте, приобретают мальтийское гражданство по рождению только в случае, если родителем этого лица является гражданин Мальты.
Лица, родившиеся за пределами Мальты с 21 сентября 1964 года по 31 июля 1989 года, приобретали мальтийское гражданство по происхождению в случае, если отец был гражданином Мальты, родившимся на Мальте, или
гражданином Мальты путем регистрации или натурализации. Женщины не могли передать детям своё гражданство Мальты, если они не состояли в браке.
С 1 августа 1989 года дети, рождённые за пределами Мальты мальтийцами или натурализованными матерями, автоматически приобрели мальтийское гражданство.

### Путем регистрации
Согласно поправкам к Закону о гражданстве Мальты, вступившим в силу 1 августа 2007 года, лица мальтийского происхождения получить мальтийское гражданство путем регистрации.
Лицо должно предоставить только документальные доказательства, такие как свидетельства о рождении, браке или смерти, в которых родственник должен быть зарегистрирован в качестве гражданина. Эта документация должна показывать прямое происхождение от предка, родившегося на Мальте, и родителя, который также родился на Мальте.
Если у лица есть родители, дедушки и бабушки, которые живы и являются непосредственными потомками, им также придется делать заявления, так как «прямая линия» не может быть нарушена. Процедура регистрации может быть проведена в любом посольстве Мальты, Верховной комиссии, Консульстве или в Департаменте по делам гражданства и иностранцев на Мальте. Проживание заявителя на Мальте не требуется.

### Путем натурализации
Иностранные граждане имеют право на натурализацию через шесть лет непрерывного законного проживания на территории Мальты (в случае граждан Содружества — пяти лет).

#### Инвестиционное гражданство
С января 2014 года на Мальте действует программа упрощенного предоставления гражданства за инвестиции в размере 650 000 евро (часто применяется выражение «золотой паспорт»), разработанная при участии компании Henley & Partners.
Процедурой получения паспорта руководит агентство Identity Malta. Число лиц, получивших гражданство по инвестиционной программе, неизвестны, поскольку правительство Мальты не публикует такие данные, исходя из того, что это может нанести ущерб отношениям со странами происхождения участников.. Многие инвесторы приобретают мальтийское гражданство для свободного перемещения проживания в странах Европейского Союза, включая Великобританию, что вызвало критику программы со стороны Европейского парламента. Доход от продаж гражданства в 2016 году составил 163, 5 млн евро.
В 2018 году правительство Мальты приняло решение об инвестировании 50 млн евро от продажи гражданства Мальты в социальное жилье.
С 20 ноября 2020 года стать гражданином Мальты возможно только на основании Закона о гражданстве Мальты — натурализация на основе прямых инвестиций за исключительные услуги.

##### Требования к участникам инвестиционной программы
Заявители и члены семьи получают гражданство при условии предварительного проживания в стране в статусе резидента в течение 12 месяцев, прохождения проверки на благонадежность и финансового взноса в государственный Фонд национального и социального развития в размере 650 000 евро за заявителя, по 25 000 евро за супруга и каждого несовершеннолетнего ребёнка (либо 50 000 евро за каждого ребёнка от 18 до 26 лет или родителей-иждивенцев старше 55 лет), а также инвестиции в государственные облигации Мальты на сумму не менее 150 000 евро как минимум на 5 лет и уплаты ряда административных взносов.
Заявитель должен сохранять статус резидента Мальты в течение не менее пяти лет посредством покупки недвижимости стоимостью как минимум 350 000 евро либо аренды жилья с ежегодной арендной платой не менее 16 000 евро.

## Двойное гражданство

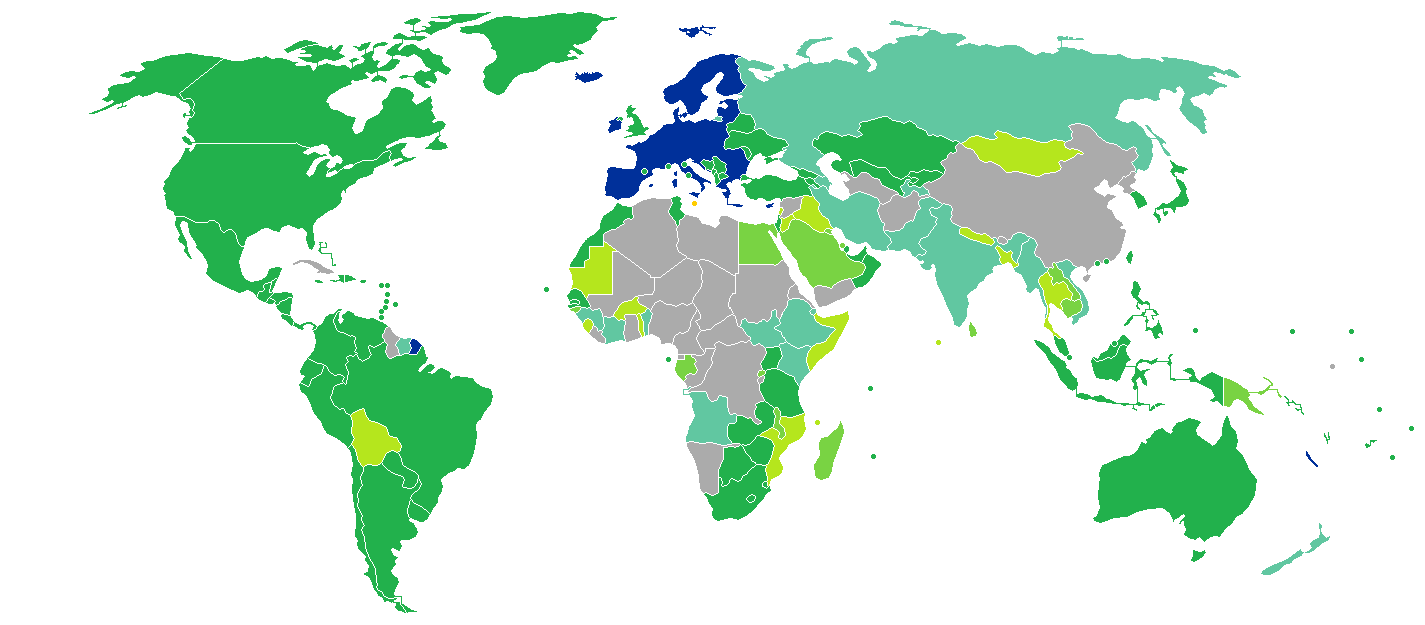
Страны и территории с безвизовым и визовым въездом граждан Мальты
Мальта
Свободное перемещение
Виза не требуется
Виза получается по прибытии
Электронная виза
Виза доступна по прибытии и онлайн
Визу требуется получить до прибытия

Двойное гражданство было строго ограничено в соответствии с мальтийским законом о независимости 1964 года. С 1989 года двойное гражданство было разрешено для лиц, родившихся на Мальте и соответствовавших определённым критериям в отношении проживания. 10 февраля 2000 года все ограничения были сняты.

## Визовые требования для граждан Мальты
По данным на январь 2020 года граждане Мальты имели право свободного въезда (без получения визы или с получением визы по прибытии) в 183 страны мира, в том числе право свободного перемещения в рамках Европейской экономической зоны. Паспорт Мальты занял 9 место в Индексе паспортов, публикуемом консалтинговой компанией Henley & Partners совместно с ИАТА.
Гражданам Мальты для посещения Российской Федерации требуется виза.